# On Broken Wings
On Broken Wings ist eine US-amerikanische Metalcore-Band, die 2001 in Boston, Massachusetts, gegründet wurde.

## Geschichte
Die Band wurde Anfang 2001 gegründet. Im Jahr 2002 erschien eine erste EP unter dem Namen Number One Beautiful. Daraufhin erreichte die Band einen Vertrag bei Eulogy Recordings, worüber 2003 das Debütalbum Some Of Us May Never See the World im Jahr 2003 erschien. Die Band bestand hierauf aus dem Sänger Jonathan Blake, den Gitarristen Mike McMillen und Burke Medeiros, dem Bassisten Jerome McBride und dem Schlagzeuger Kevin Garvin. Diese Besetzung änderte sich auf den folgenden Alben nicht mehr. Im Sommer 2004 folgte eine Tour zusammen mit Shattered Realm, The Judas Cradle, Black My Heart und The Warriors. Nachdem im Juni 2005 das zweite Album It’s All Just a Long Goodbye veröffentlicht worden war, ging es zusammen mit Reflux, From a Second Story Window und Ion Dissonance auf Tour durch die USA. Im Juni und Juli 2006 folgte eine weitere US-Tournee mit Nights Like These, Black My Heart und Sworn Enemy. Im April 2007 begab sich die Band in eine Pause, um sich anderen Projekten und dem Privatleben widmen zu können. Jedoch ging die Band bereits 2008 schon wieder auf Tour zusammen mit Emmure, Recon, Ligeia und After the Burial. Weitere Auftritte folgten im Jahr 2011 zusammen mit Bring Me the Horizon, Parkway Drive, Deez Nuts und Architects. Im April 2012 spielte die Band auf dem New England Metal & Hardcore Festival. Nachdem die Band bereits ein paar Wochen zuvor zwei neue Lieder veröffentlicht hatte, gab sie Mitte Juli 2012 bekannt, an einem neuen Album zu arbeitet, das den Namen Summer Solstice tragen soll. Gegen Ende des Jahres begab sich die Band in das Tonstudio Darkside Audio Studio des Gitarristen Mike McMillen in Taunton, Massachusetts, um das Album aufzunehmen, dessen Veröffentlichung für den Frühling 2013 geplant war. Die Veröffentlichung ist jedoch noch immer nicht erfolgt.

## Stil
Laut Eduardo Rivadavia von Allmusic ist die Band durch Post-Hardcore, Emo- und Metalcore-Gruppen wie Every Time I Die, Glassjaw und Converge beeinflusst worden. Zudem hört man auch gelegentlich Grindcore-Einflüsse heraus. Laut Armin Weber vom Metal Hammer spielt die Band Musik vergleichbar mit der von Today Is the Day und Closer Than Kin. In den Liedern geben es keine Liedstrukturen, genau so wenig wie Eingängigkeit. Die Musik sei eine Mischung aus Death Metal, Doom Metal, Grindcore und Hardcore Punk. Sänger Blake klinge wie ein „vorm Schlachter stehendes Schwein, mal engelsgleich trällernd, um einen Augenblick später wieder aus den Tiefen seiner Gedärme zu gurgeln“. Die Ballede The Spawning of Progression klinge als würde Barney Greenway Nothing Else Matters singen. Anzo Sadoni vom Metal Hammer beschrieb die Musik auf Going Down als „Metalcore-Brüll-Würfel-Schmonz“ mit manchmal eingesetzten „Emo-Heul-Eskapaden“. Die Band setze dabei häufig Breakdowns ein.
Selma Teksoy vom Ox-Fanzine bezeichnete die Musik auf It’s All a Long Goodbye als extremen Metalcore. Auf dem Album vermische man Melodien von Every Time I Die mit der Chaotik von Converge, wobei der Gesang dumpf und aggressiv sei. Zudem sei in den meisten Liedern ein großer Death-Metal-Anteil hörbar. Das Spiel des Basses sei kreativ, während das Schlagzeug eingängig sei. Zudem gebe es mindestens einen Breakdown in jedem Lied. Zudem würden die Mitglieder den Straight-Edge-Lebensstil praktizieren. Tobias Ernst vom Ox-Fanzine fand, dass fast jeder Song auf Going Down gleich klingt. Sänger Blake wechsele in den Liedern „von tiefen Growls zu seiner Singstimme […], die immer einen Ton daneben liegt“.

## Diskografie

### EPs
- 2002: Number One Beautiful (Eulogy Recordings)

### Alben
- 2003: Some of Us May Never See the World (Eulogy Recordings)
- 2005: It’s All a Long Goodbye (Eulogy Recordings)
- 2007: Going Down (Eulogy Recordings)